# Masae Kasai
Masae Kasai, född 14 juli 1933 i Minamiarupusu, död 3 oktober 2013 i Tokyo, var en japansk volleybollspelare.
Kasai blev olympisk guldmedaljör i volleyboll vid sommarspelen 1964 i Tokyo.